# 데미언 말리
데미언 말리(Damian Marley, 1978년 7월 21일 ~ )는 자메이카의 레게 뮤지션이다. 그의 아버지는 레게음악의 거장이자 슈퍼스타인 밥 말리이며, 지금까지 3개의 그래미 어워드를 수상했다.
2010년 5월 17일 그는 랩퍼 나스와의 합작앨범인 'Distant Relatives'를 발매하였다.